# مارك فيري
مارك فيري (بالإنجليزية: Mark Ferry)‏ هو لاعب كرة قدم بريطاني، ولد في 19 يناير 1984 في غلاسكو في المملكة المتحدة. لعب مع ريث روفرز وسانت جونستون ونادي ألبيون روفرز.

## وصلات خارجية
- مارك فيري على موقع قاعدة بيانات كرة القدم.إي يو (الإنجليزية)
- مارك فيري على موقع Soccerbase.com (لاعب) (الإنجليزية)